# 올버니 의료센터 상
의학·생의학연구 분야 올버니 의료센터 상(Albany Medical Center Prize in Medicine and Biomedical Research)은 의학 및 생의학 분야 연구자에게 매년 50만 달러의 상금을 수여하는 상이다. 올버니 의료센터에서 2001년부터 수여해오고 있으며, 상금 액수는 세계에서 4번째, 미국에서 두번째로 높다 (3백만 달러: 생명과학 돌파구 상 (Breakthrough Prize in Life Sciences), 120만 달러: 노벨 생리학·의학상, 1백만 달러: 생명과학·의학 분야 쇼상).

## 제정
뉴욕시의 사업가이자 자선가인 모리스 "마티" 실버맨(Morris "Marty" Silverman)이 미국 최대 의학상을 제정하기 위해, 올버니의료센터에 2000년 5천만달러를 기증하였다. 그는 노벨상을 받은 국제적인 인도적 지원단체인 `국경없는 의사회'의 활동에 감명을 받아, 의학상을 제정하기로 했다. 기부금 수혜처로 올버니 의료센터를 선택한 이유로 그가 기자회견에서 밝힌 것은 "올버니 지역이 생활고와 싸우던 가족의 안식처"였다는 것이다. 그의 아버지는 19세기말 해당 지역으로 이민와서 주유소를 경영하며 가족을 부양했다고 한다.

## 역대 주요 수상자

### 2001년
- 아널드 J. 레빈: 종양 억제 단백질 p53를 발견. 최초 수상자.

### 2003년
- 마이클 스튜어트 브라운 : 콜레스테롤 신진 대사 과정 연구. 1985년 노벨 생리학·의학상 수상.
- 조지프 L. 골드스타인 : 콜레스테롤 신진 대사 과정 연구. 1985년 노벨 생리학·의학상 수상.

### 2007년
- 로버트 레프코위츠 : 세포간 신호 및 물질 전달에서의 수용체 연구. 2012년 노벨 화학상 수상.
- 솔로몬 H. 스나이더 (Solomon H. Snyder): 세포간 신호 및 물질 전달에서의 수용체 연구
- 로널드 M. 에반스 (Ronald M. Evans): 세포간 신호 및 물질 전달에서의 수용체 연구

### 2008년
- 조안 A. 스타이츠 (Joan A. Steitz): 질병에서의 분자 연구 (최초 여성 수상자)
- 엘리자베스 블랙번 : 질병에서의 분자 연구 (최초 여성 수상자). 2009년 노벨 생리학·의학상 수상.

### 2009년
- 브루스 보이틀러 : 면역 체계 연구. 2011년 노벨 생리학·의학상 수상.
- 찰스 디나렐로: 면역 체계 연구. 2009년 크라포르드상 수상.
- 랠프 스타인먼 : 면역 체계 연구. 2011년 노벨 생리학·의학상 수상.

### 2011년
- 엘렌 푹스 (Elaine Fuchs): 줄기세포 연구.
- 제임스 A. 톰슨 (James A. Thomson): 줄기세포 연구.
- 야마나카 신야 : 줄기세포 (iPS 세포) 연구. 2012년 노벨 생리학·의학상 수상.

### 2017년
- 임메뉴얼 카펜티어 (Emmanuelle Charpentier): 유전자 편집 기술.
- 제니퍼 다우드나: 유전자 편집 기술.
- 루치아노 마라피니 (Luciano Marraffini): 유전자 편집 기술.
- 프란치스코 후안 마르티네스 모히카 (Francisco Juan Martínez Mojica): 유전자 편집 기술.
- 펭 장 (Feng Zhang): 유전자 편집 기술.

### 2018년
- 제임스 P. 앨리슨 : 면역요법. 2018년 노벨 생리학·의학상 수상.
- 칼 H. 준 (Carl H. June): 면역요법
- 스티븐 A. 로젠버그 (Steven A. Rosenberg): 면역요법

### 2019년
- 버트 보겔스타인 (Bert Vogelstein): 암세포 생물학[3]
- 어빙 L. 와이즈먼 (Irving L. Weissman): 줄기 세포